# Ortiz Island
Ortiz Island ist eine Insel vor der Nordküste der Trinity-Halbinsel an der Spitze der Antarktischen Halbinsel. In der Gruppe der Duroch-Inseln liegt sie 315 m südlich des östlichen Endes von Largo Island.
Der kanadische Geologe Martin Halpern (* 1937) von der University of Wisconsin nahm im Zuge von Vermessungsarbeiten des Gebiets um die Insel zwischen 1961 und 1962 die Benennung vor. Namensgeber ist Marcos Ortiz Gutmann, Kapitän der Lientur bei der 16. chilenischen Antarktisexpedition (1961–1962), mit dessen Hilfe die Wissenschaftler von der University of Wisconsin vor Ort logistische Unterstützung erhielten.